# Редуд (окръг, Минесота)
Окръг Редуд (на английски: Redwood County) е окръг в щата Минесота, Съединени американски щати. Площта му е 2282 km², а населението - 16 815 души (2000). Административен център е град Редуд Фолс.